# Haemaphysalis bispinosa
Haemaphysalis bispinosa är en fästingart som beskrevs av Neumann 1897. Haemaphysalis bispinosa ingår i släktet Haemaphysalis och familjen hårda fästingar. Inga underarter finns listade i Catalogue of Life.